# Agenția Română pentru Investiții Străine
Agenția Română pentru Investiții Străine (ARIS) este o instituție a guvernului României, înființată în anul 2002, care promovează imaginea României și climatul investițional autohton în mediile de afaceri internaționale, în vederea atragerii investițiilor străine directe în economia românească. ARIS este aflată in coordonarea Primului Ministru al României.
ARIS a fost înființată de guvernul Năstase în anul 2002, înlocuind alte trei organizații guvenamentale: Departamentul pentru Relația cu Investitorii Străini, compartimente ale Ministerului de Externe care făceau același lucru și o direcție similară din defunctul Minister al Dezvoltării și Prognozei.
ARIS este membru în al Asociației Mondiale a Agențiilor de Promovare a Investițiilor (WAIPA), organism UNCTAD.
În anul 2008, ARIS a acordat asistență de specialitate unui număr de 88 proiecte de investiții, având o valoare cumulată de 8.175 milioane de Euro, ceea ce presupune crearea a 31.390 de noi locuri de muncă în domenii diverse de activitate.
ARIS a fost desființată în august 2009, iar activitatea instituției a fost preluată de Ministerul pentru Întreprinderi Mici și Mijlocii, Comerț și Mediul de Afaceri.